# Persönliche Zukunftsplanung
Die Persönliche Zukunftsplanung ist ein in den 1990er Jahren in den USA und Kanada unter dem Begriff person-centred planning entwickeltes Verfahren, das zur selbstbestimmten Lebensplanung vorrangig von Menschen mit Behinderung oder in anderer Weise unterstützungsbedürftiger Menschen Anwendung findet. Es hat mittlerweile weltweit Einzug in den Bereich der Sozialen Arbeit gehalten.

## Theoretischer Hintergrund
An der traditionellen institutionellen Hilfeplanung wird vor allem kritisiert, dass diese sich an der Behinderung und den Defiziten statt an den individuellen Personen und ihren Möglichkeiten orientiere, dass sie von den Ressourcen der Einrichtung statt den Fähigkeiten der Einzelnen ausgehe, dass sie vorrangig für den Kostenträger und in der Regel von professionellen Betreuern für die betreffenden Personen erstellt werde und dass diese an der Erstellung der Hilfeplanung ungenügend beteiligt seien.
Die Persönliche Zukunftsplanung bietet eine Alternative zu diesem überkommenen Vorgehen, indem sie bemüht ist, den betreffenden Menschen als aktiv Teilhabenden ins Zentrum der Entscheidungsfindung zu rücken. Sie richtet den Blickpunkt darauf, die persönlichen Begabungen, Fähigkeiten und das eigene Leistungsvermögen zu entdecken und für die eigene Entwicklung einzusetzen (Ressourcenorientierung). Zur Erreichung seiner Ziele wird der betreffende Mensch im Prozess der Zukunftsplanung von einem Unterstützerkreis begleitet, der sich aus Menschen aus dessen sozialen Umfeld zusammensetzt. Hier wird der Blick darauf gerichtet, welche Ressourcen im persönlichen Lebensumfeld aktiviert werden können.
„Das dem Konzept zugrundeliegende Menschenbild basiert auf den Grundannahmen, dass die jeweils planende Person - unabhängig von Beeinträchtigungen - prinzipiell selbst über ihr Leben bestimmen kann, dass sie, auch in Krisenzeiten, eine Person mit Stärken, Fähigkeiten und Interessen ist, und dass alle Menschen ein Recht auf ungehinderte Teilnahme am gesellschaftlichen Leben haben.“
Das Verfahren gründet in den Werten und Prinzipien der Menschenrechte, der Unabhängigkeit, der Wahlfreiheit und dem Inklusionsgedanken. Darin steckt die Absicht, die Einzelnen zu befähigen, selbst die Form der Hilfe und Unterstützung zu bestimmen, anstatt auf vorgegebene Hilfesysteme zurückgreifen zu müssen.

## Methoden
Es gibt eine Vielzahl von Methoden des personenzentrierten Denkens und der Persönlichen Zukunftsplanung. Dabei stehen nicht die einzelnen Methoden im Vordergrund, sondern die Grundhaltung, gemeinsam mit kreativen Methoden gute Ideen und einen Plan für eine lebenswerte Zukunft und Teilhabe in allen Lebensbereichen zu bekommen. Neben den kleinen Methoden wie der Arbeit mit Kartensets, Arbeitsblättern, Planungsbüchern und den sogenannten Mini-Methoden personenzentrierten Denkens gibt es die umfangreicheren Planungsmethoden, die zumeist mit Hilfe eines Unterstützungskreises (Circle of friends, circle of supports) durchgeführt werden. Zu den großen Planungsmethoden zählen vor allem 3 Formate:
- die Persönliche Lagebesprechung (Personal review meeting)[12][13]
- PATH (Planning Alternative Tomorrows With Hope)[14] und
- MAP (Making Action Plan)[14]

Dem Unterstützungskreis kommt die Aufgabe zu, als Vorbereitung einer Zukunftsplanungskonferenz die soziale Situation des betreffenden Menschen mit den Ressourcen seines persönlichen Umfeldes in den Blick zu nehmen. Besonders in den Fällen, in denen sich die ihr Leben planenden Personen nicht selbst äußern können, kommen vom Unterstützerkreis wesentliche Impulse.
MAP teilt sich in sechs aufeinander folgende Schritte (eingeleitet von der Begrüßung, Vorstellung der Anwesenden und der Methode):
1. Die Geschichte – drei bedeutsame Geschichten aus dem Leben der im Mittelpunkt stehenden Person werden erzählt und bilden die Grundlage für den weiteren Verlauf
2. Traum/Träume der betreffenden Person
3. Albträume der betreffenden Person
4. die Gaben – (positive) Eigenschaften und die Besonderheit der betreffenden Person, ihre Fähigkeiten, Begabungen, Stärken und Vorlieben
5. Was braucht es – Bedingungen für die Verwirklichung der Träume
6. der Aktionsplan – in dem verabredet wird, was die Anwesenden zur Verwirklichung der Träume beitragen können

Bei PATH handelt es sich um die in einem konkreten Ablauf visualisierte Darstellung der angedachten Visionen, Zielsetzungen und der Konkretisierung von Veränderungen. Abschließend wird ein Verantwortlicher aus dem Unterstützerkreis benannt, der als so genannter Agent den weiteren Ablauf des Prozesses im Kontakt mit den Unterstützern im Auge behält und an die betreffende Person zurück meldet.
Wichtig für einen konstruktiven Verlauf ist weiterhin ein Moderator, der das Verfahren strukturiert und vorantreibt. Mit Blick auf die oft eingeschränkten kognitiven Fähigkeiten und Sinnesbeeinträchtigungen ist auf durchgängige Visualisierung des Verlaufs und der Ergebnisse zu achten, auch unter Zuhilfenahme von Möglichkeiten, welche die unterstützte Kommunikation bietet.
Der endgültige Plan kann in jeder denkbaren Form erstellt werden, zu der die betreffende Person einen Zugang hat: Als Text, als Zeichnung oder als mündlicher Plan, der auf einen Tonträger aufgenommen wurde. Die so erstellten Pläne können geändert werden, wenn die betreffende Person Änderungen vornehmen möchte oder ein Ziel erreicht wurde.

## Kritische Würdigung
Die Vertreter der Persönlichen Zukunftsplanung warnen davor, das Verfahren auf bürokratische Art anzuwenden. Wenn der Ablauf schematisch angewendet wird, ohne auf die eigentliche Intention zu achten, bestehe die Gefahr, dass die Träume des Individuums eher an bestehende Angebote angepasst werden, das kreative, innovative Potential ginge verloren.
Neuere Forschungen widersprechen den Kritikern, die der Persönlichen Zukunftsplanung vorwerfen, sie würde keine empirisch feststellbare Wirkung entfalten. So stellt das Whitepaper des britischen Department of Health im Dezember 2007 fest: „Personenzentrierte Planung hat gezeigt, dass sie etwas bewirkt. Die weltweit größte Studie über personenzentrierte Planung hat gezeigt, wie sie Menschen hilft, Verbesserungen in wichtigen Bereichen ihres Lebens zu erlangen und dies ohne zusätzliche Kosten.“ Dies wird auch von anderer Seite bestätigt.

## Verbreitung
Die Methode wurde ursprünglich von US-amerikanischen und kanadischen Forschern entwickelt, darunter John O’Brien, Beth Mount, Connie Lyle O’Brien, Jack Pearpoint, Marsha Forest und Michael Smull. In Großbritannien gehört Helen Sanderson zu den Hauptvertretern der Methode, im deutschsprachigen Raum sind dies vor allem Stefan Doose, Andreas Hinz und Ines Boban.
In Großbritannien wurde die persönliche Zukunftsplanung bereits 2001 Bestandteil der offiziellen Sozialpolitik. In Deutschland wird sie unter anderem in Rheinland-Pfalz als Verfahren im Zusammenhang mit dem Einsatz bei der Berufsplanung von Jugendlichen mit Behinderung
und vom Landeswohlfahrtsverband Hessen bei der Erstellung der Integrierten Teilhabeplanung (ITP) empfohlen. Sie kann auch gut als Methode der Assistenz zur persönlichen Lebensplanung nach § 78 SGB IX verwendet werden.